# Korsets tegn (film)
Korsets tegn (originaltitel The Sign of the Cross er en amerikansk storfilm fra 1932, instrueret og produceret af Cecil B. DeMille og udgivet af Paramount Pictures. Filmen har Fredric March, Elissa Landi, Claudette Colbert og Charles Laughton i hovedrollerne.
Manuskriptet er skrevet af Waldemar Young og Sidney Buchman baseret på skuespillet The Sign of the Cross fra 1895 af Wilson Barrett.
Fotografen Karl Struss blev nomineret til en Oscar for bedste fotografering. Filmen er den tredje og sidste film i DeMilles bibelske trilogi og fulgte De ti bud (1923) og Kongernes konge (1927)